# Max Westerkamp
Max Westerkamp (Tandjong Pura,  8. listopada 1912. – Encshede, 6. svibnja 1970.) je bivši nizozemski hokejaš na travi. Igrao je na mjestu braniča.
Rodio se u indonezijskoj Tandjong Puri na otoku Sumatri koja je u ono doba bila dijelom Nizozemske Istočne Indije.
Osvojio je brončano odličje na hokejaškom turniru na Olimpijskim igrama 1936. u Berlinu igrajući za Nizozemsku. Odigrao je pet susreta. Te godine je igrao za HDM.

## Vanjske poveznice
- Profil na Database Olympics
- Profil  Arhivirana inačica izvorne stranice od 3. ožujka 2012. (Wayback Machine)